# مهمة الاتحاد الإفريقي في السودان

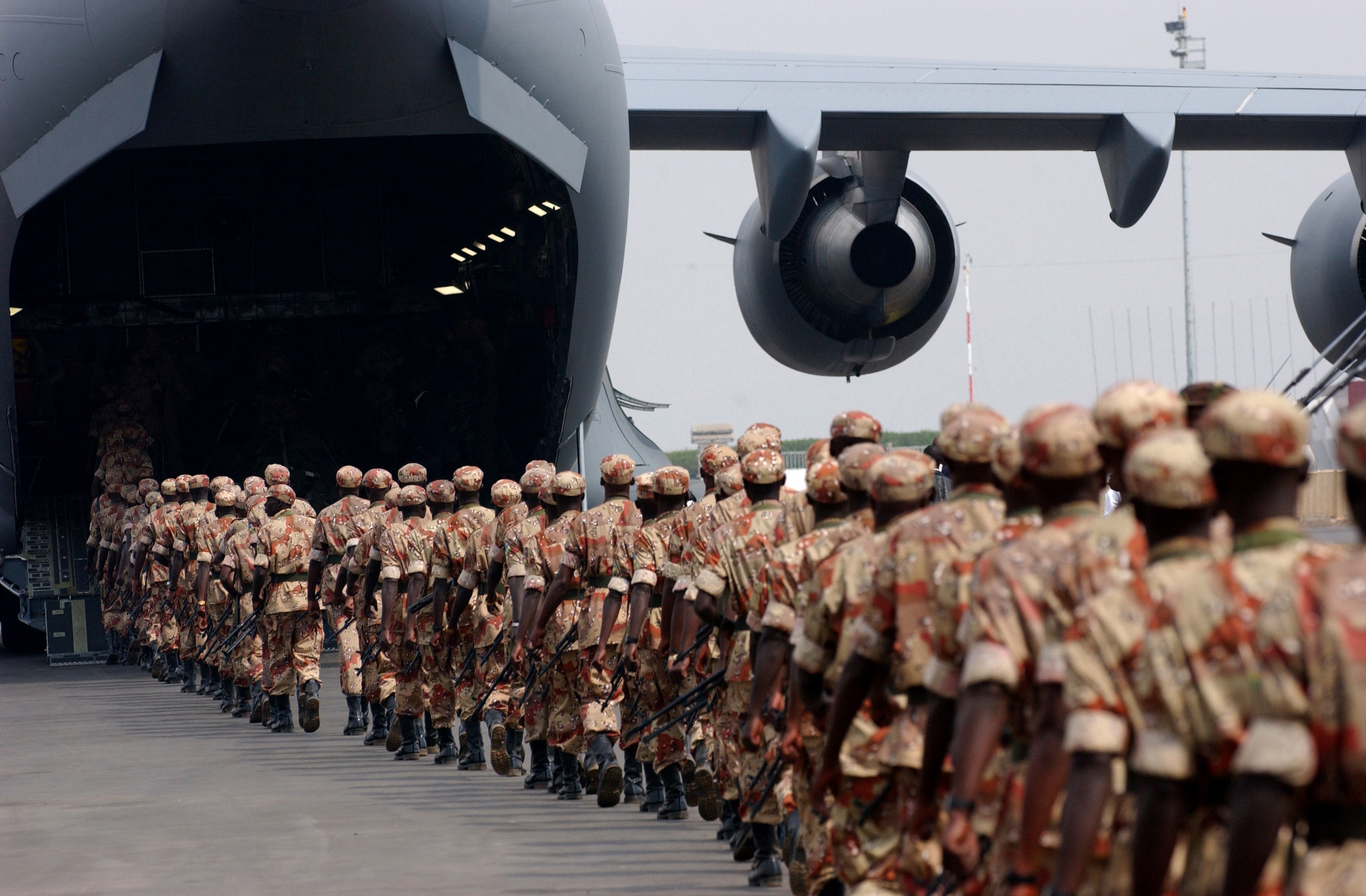
قوات الاتحاد الأفريقي من راوندا في الطريق إلى دارفور سنة 2005م.

مهمة الاتحاد الأفريقي في السودان (بالإنجليزية: African Union Mission in Sudan)‏ ، وتختصر (AMIS) ، وكانت مهمتها استرجاع الأمن والاستقرار في دارفور المضطربة في السودان.

## تاريخ
أرسل جيش الاتحاد الأفريقي إلى دارفور عام 2004م والتي يبلغ عددها سبعة آلاف جندي في بداية الأمر، وذلك بعد قرار مجلس الأمن الدولي رقم 1564 .
وهذا القرار من مجلس الأمن والتي تهدد بعقوبات الاقتصادية ومنها النفط إن لم تتعاون الحكومة السودانية لنزع سلاح الميليشيات في أزمة دارفور خلال 30 يوما.